# Yongning, Peking
Yongning (kinesiska: 永宁) är en köping i Kina. Den ligger i stadsdistriket Yanqing i Pekings storstadsområde, i den norra delen av landet, omkring 70 kilometer norr om stadskärnan. Antalet invånare är 24 075. Befolkningen består av 11 729 kvinnor och 12 346 män. Barn under 15 år utgör 10,0 %, vuxna 15-64 år 76 %, och äldre över 65 år 12,0 %.